# Капелюха Сергій Вікторович
Сергі́й Ві́кторович Капелю́ха (нар. 31 березня 1978 — пом. 14 листопада 2015) — солдат Збройних сил України, учасник російсько-української війни.

## Життєпис
Народився 1978 року у місті Знам'янка Кіровоградської області, 1993-го закінчив 9 класів знам'янської загальноосвітньої школи № 4, по тому — ПТУ № 12, здобув спеціальність помічника машиніста електровоза. Протягом 1996—1999 років працював слюсарем ЖЕКу, по тому — на залізниці за спеціальністю. 2001 року продовжив роботу в ТЧ-7 помічником машиніста електровозу, 2011-го переведений до служби приміського руху структурного підрозділу РПЧ-9 «Одеса — Застава-1», помічник машиніста електропоїзда.
Зголосився 10 липня 2015 року добровольцем; солдат, кулеметник 9-ї роти 53-ї окремої механізованої бригади, старший стрілець.
13 листопада зазнав важкого поранення у бою поблизу Верхньоторецького Ясинуватського району — від розриву фугасу, що потрапив в окоп. Під час того бою загинув молодший сержант Віталій Бабій.
Помер 14 листопада від численних осколкових поранень і кровотечі в часі транспортування до військового шпиталю Покровська.
18 листопада 2015 року похований у Знам'янці на Васинському кладовищі, Алея Слави.
Без Сергія лишилися батьки, дружина, неповнолітня донька.

## Нагороди та вшанування
За особисту мужність, сумлінне та бездоганне служіння Українському народові, зразкове виконання військового обов'язку відзначений — нагороджений
- орденом «За мужність» ІІІ ступеня (16.1.2016, посмертно)[1]
- 4 листопада 2016 року на честь Сергія пойменовано електропоїзд серії ЕР-9р-377 Знам'янської дирекції залізничних перевезень, на якому він працював.
- вулицю Залізничну у Знам'янці, на якій мешкав Сергій, перейменовано на вулицю Сергія Капелюхи.
- 12 жовтня 2016-го на фасаді знам'янської школи № 4 відкрито на честь Сергія Капелюхи та Дмитра Єфремова
- Почесний громадянин міста Знам'янка
- на території моторвагонного депо «Одеса — Застава-1» відкрито пам'ятний знак на честь залізничників, котрі загинули в зоні проведення боїв, серед них й ім'я Сергія Капелюхи.